# Joaquim Bastinhas
Joaquim Manuel Carvalho Tenório, más conocido como Joaquim Bastinhas (Elvas, 8 de marzo de 1956 — Lisboa, 31 de diciembre de 2018), fue un rejoneador portugués.

## Biografía
Joaquim Manuel Carvalho Tenório nació el 8 de marzo de 1956 en Elvas (Distrito de Portalegre). Hijo de Sebastián Tenório, aficionado y cavaleiro amador, de quien heredó el "apellido" artístico Bastinhas.
Muy joven, en 1969, se presentó como cavaleiro amador en la plaza de Campo Pequeno. En la década siguiente torea sobre todo en España y toma su prueba de cavaleiro practicante el 9 de septiembre de 1979, en la plaza de toros de Vila Viçosa. En 1980 actúa por primera vez en la plaza de toros de Las Ventas, en Madrid, donde ya sobresalen sus pares de banderillas.
El 15 de mayo de 1983, Bastinhas tomó la alternativa en la plaza de toros de Évora, en la tradicional corrida concurso de ganaderías, actuando como padrino José Mestre Baptista y como testigo João Moura, lidiando un toro de la ganadería de Branco Núncio.
Al año siguiente, 1984, confirmó la alternativa en Campo Pequeno, teniendo esta vez de padrino a João Palha Ribeiro Telles y de testigo a Paulo Caetano, lidiando toros del hierro coruchense de A. José Teixeira. Según los datos del entonces Sindicato Nacional de los Toreros Portugueses (SNTP), Joaquim Bastinhas sería el cavaleiro portugués con más actuaciones (41) en la temporada de ese año.
Es posible volver a encontrar a Bastinhas en la cima del escalafón de 2003 de los miembros de la SNTP, con un total de 55 actuaciones.
Además de las tierras portuguesas y españolas, donde también es conocido por "Joaquín Bastinhas", actuó en países como Francia, México o Venezuela.
En 2014, Joaquim Bastinhas fue el líder del toreo a caballo en Portugal con un total de 54 corridas, superando a Luís Rouxinol (52) y Sónia Matias (43).
En 2015 contaba con un número récord de actuaciones, como un total de 115 corridas en Campo Pequeno o de 24 alternativas concedidas. Entre los cavaleiros que Joaquim Bastinhas apadrinó podemos encontrar nombres como João Carlos Pamplona (1984) y el hijo de este, Tiago Pamplona (2006), Tito Semedo (1993), Rui Santos (2001), Ana Batista (2006) con la madrina Conchita Cintrón, Miguel Duarte (2004), Gaston Santos Jr. (2007), Tiago Carreiras (2010) o su propio hijo Marcos Tenório Bastinhas (2008).
Joaquim Bastinhas también fue padrino de confirmación de alternativa de Sónia Matias en Campo Pequeno en 2006, habiéndola recibido seis años antes, en el 2000, en Santarém.
El 4 de septiembre de 2015 resultó herido de gravedad tras ser atropellado por un vehículo agrícola en su finca de Elvas. Interrumpió de momento su carrera, volviendo a los ruedos el 21 de julio de 2018 en una corrida celebrada en el Coliseo Figueirense, en Figueira da Foz.
Falleció el 31 de diciembre de 2018 en el Hospital de la Cruz Roja, en Lisboa, a consecuencia de una infección bacteriana contraída después de una operación intestinal.

## Distinciones
- En 2013 recibió la Medalla de Oro del Municipio de Elvas.